# Adrián César Escobar
Adrián César Escobar (Buenos Aires, 26 de agosto de 1883-ibídem, 15 de febrero de 1954) fue un diplomático, político y dirigente deportivo argentino.

## Biografía

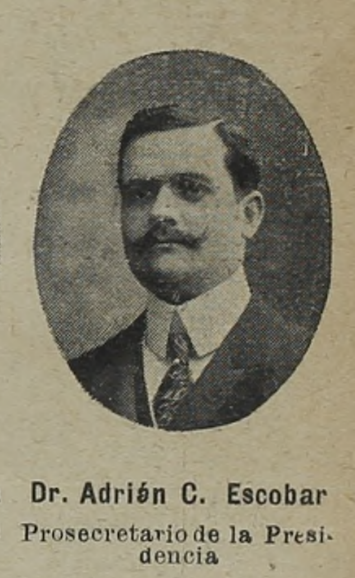
Adrián C. Escobar como funcionario político en 1904.

Adrián César Escobar fue hijo de María Acevedo Ramos de Escobar y Miguel Escobar. Estudió derecho y fue tempranamente funcionario de los gobiernos conservadores del PAN, siendo Subsecretario de Presidencia bajo el gobierno de Manuel Quintana; desde 1910 fue elegido varias veces diputado nacional por la Provincia de Buenos Aires. En tal carácter, en 1913 rechazó una solicitud de nacionalización de la industria petrolera Argentina. Entre 1920 y 1924, se incorporó al Partido Conservador de Buenos Aires, y luego, bajo la Concordancia de Agustín P. Justo, en el Partido Demócrata Nacional; en tal carácter participó en una iniciativa legislativa para restringir el régimen migratorio argentino.
Entre 1939 y 1941 fue presidente de la Asociación del Fútbol Argentino. En su mandato, se inició el torneo oficial de fútbol Copa Adrián C. Escobar, que se celebró entre 1939 y 1949, de la que donó el trofeo.
Entre diciembre de 1940 y noviembre de 1942 fue embajador argentino en Madrid. De agosto a octubre de 1941, organizó en nombre de la Comisión de Adquisiciones Argentinas en el Extranjero, una autoridad del Ejército Argentino, el transporte de Tierras raras del dominio de la Alemania nazi y Suiza hacia los puertos españoles, con instrucciones del canciller argentino Enrique Ruiz Guiñazú, de la firma Schenker AG para transferir hacia el municipio de Portbou. El régimen de Francisco Franco aseguró el transporte ferroviario de Portbou a Irún y el transporte marítimo a Buenos Aires.
En marzo de 1942, Escobar solicitó una visa permanente para Héctor Cáceres, técnico de la Comisión de Adquisiciones Argentinas en el Extranjero, para Francia a las autoridades de ocupación alemanas, quien debía controlar el material en Irún y su trasbordo a Lisboa. En junio de 1942, Escobar solicitó una visa para el mayor Juan L. Bertuch, Presidente de la  Comisión de Adquisiciones Argentinas en el Extranjero, para comprar en Le Creusot, artillería adquiridos a la firma Schenker AG. En diciembre, Escobar dijo a Juan L. Bertuch en Lisboa que el gobierno español autorizó el tránsito de nueve cajas de armas usadas. En mayo de 1943 se llevó a cabo un transporte de cuatro grandes cajones a través de Irún y Bilbao a la Fábrica Militar de Pólvoras y Explosivos del Ejército. El agregado militar de la Embajada alemana en Buenos Aires ordenó algunos aviones y tanques a mediados de 1942. También el sucesor en la oficina del Embajador de Argentina en Madrid, Alberto Palacios Costa hizo una orden de aviones a fines de 1943 al espía alemán Reinhard Spitzy que nunca llegaron a destino. Después de esta transferencia, la Oficina Central de Seguridad del Reich dijo que Walter Kutschmann, quien aseguró el traslado en Hendaye, no había pagado los aranceles aduaneros, al menos esto fue mencionado en una solicitud de extradición al régimen franquista.
En junio de 1942, a Escobar se le permitió entrar a Francia desde Buenos Aires. El 12 de agosto de 1942, junto con el nacionalista argentino Juan Carlos Goyeneche, fueron recibidos por el papa Pio XII. Debido a sus tareas representativas en Europa, Escobar junto a Goyeneche y a su cónsul Aquilino López, visitaron bajo el manto de una misión de paz a Philippe Pétain, Benito Mussolini, António de Oliveira Salazar y Joachim von Ribbentrop el 30 de noviembre de 1942.
Entre 1942 y 1943 fue embajador en Brasil.
En enero de 1944, el gobierno de Pedro Pablo Ramírez rompió las relaciones diplomáticas con las potencias del eje, y Escobar fue enviado a Washington como embajador. El 23 de febrero de 1944, Escobar visitó a Eleanor Roosevelt. El 22 de junio de 1944, el gobierno de Roosevelt llamó al embajador Norman Armour de Buenos Aires a Washington. Cuando el gobierno de Edelmiro J. Farrell despidió al embajador Escobar, el 26 de julio de ese año, el gobierno de Estados Unidos declaró que no reconocería al gobierno argentino a menos que modificara su política hacia las Naciones Unidas.
En 1945 fue designado embajador argentino en Francia, presentando sus cartas credenciales ante Charles de Gaulle el 3 de septiembre de ese año.
Adrián Escobar fue encarcelado en 1951 por el gobierno de Juan Domingo Perón en la Penitenciaría Nacional.[cita requerida]